# Калинин, Иван Михайлович
Ива́н Миха́йлович Кали́нин (24 октября 1924, д. Вяжички, Калужская губерния — 18 июня 2015, Калуга) — участник Великой Отечественной войны, сапёр, бронебойщик, полковой разведчик, сержант гвардии, а также художник, педагог и писатель.

## Биография

### Детство и юность
Родился 24 октября 1924 года в деревне Вяжички (ныне — Барятинского района Калужской области) в крестьянской семье. Чтобы пережить голод 1933—1934 годов, семья переехала в Козельский район.
В 1940 году поступил в Елецкое художественное училище, но успел окончить только первый курс, так как началась война.

### Военные годы
В ряды советской армии призван в 1942 году. В период Великой Отечественной войны сражался на разных фронтах, был сапёром, полковым разведчиком и бронебойщиком. Был участником Сталинградской битвы. В составе 3 Украинского фронта в 1944—1945 годах освобождал Молдавию, Румынию и Болгарию. День Победы встретил в Болгарии. Был несколько раз ранен, но, несмотря на это, прошёл всю войну и окончил её в звании сержанта.

### Жизнь в послевоенный период
В 1945—1947 годах служил в Советской армии в Одесском военном округе, а затем продолжил учёбу в художественном училище в Ельце до 1951 года.
На основании доноса однокурсника по училищу, вместе с которым жил в квартире, был арестован за три недели до защиты диплома. 5 ноября 1951 года из-за ложных обвинений в контрреволюционной деятельности (Статья 58 Уголовного кодекса РСФСР) решением суда приговорён к 10 годам лагерей и 5 годам высылки.
В заключении находился до 14 мая 1955 года. Пережил допросы, пытки «боксом» и лишением сна, обыски, пребывание в одиночной камере, многочисленные переезды из одних тюрем и колоний в другие и множество других ужасных событий.
После освобождения приехал в Козельск. В 1956 году обустроился в Калуге, работал учителем рисования и черчения, закончил Московское художественное училище памяти 1905 года по специальности театрального художника, начал организовывать персональные выставки в Калуге, занимался живописью (пейзаж и натюрморт), имел персональные выставки (в 1983, 2010, 2013 годах).
Работал художником-декоратором и оформил более сорока спектаклей в Калужском областном драматическом театре и Театре юного зрителя. Автор эмблемы Калужского театра юного зрителя. Затем он также работал по специальности на Калужском турбинном заводе.
В 1976 году был реабилитирован.
Был известен не только как художник и ветеран войны, но и как писатель. С 1944 года в калужской прессе и в некоторых литературных сборниках начали публиковать его рассказы, притчи и воспоминания, а в 2004 вышла книга его авторства под названием «Настоящий контрреволюционер?». В 2005 году был принят в Союз российских писателей. В 2009 году вышел второй том этой книги. Впоследствии опубликовал книги «Пьесы» (2011) и «Происки судьбы» (2014).
С 1959 года принимает участие практически во всех областных и городских художественных выставках г. Калуги, в восьмой выставке произведений художников центральных областей России и продолжает устраивать свои персональные выставки.
В последние годы жизни проживал в Калуге. Вместе с женой воспитал двух дочерей.

## Награды
- Орден Отечественной войны I степени
- Орден Славы III степени
- Медаль «За оборону Сталинграда»
- Медаль «За победу над Германией в Великой Отечественной войне 1941—1945 гг.»